# Distrikt Brčko
Distrikt Brčko je upravna enota Bosne in Hercegovine na severovzhodu države, blizu tromeje s Hrvaško in Srbijo. Okrožje ima površino 208 km² s skupno populacijo približno 87.332 prebivalcev (ocena iz leta 2007). Njeno glavno mesto je mesto Brčko s približno 31.500 prebivalci (ocena iz leta 2007).
Distrikt Brčko je samostojna enota z lastnimi institucijami, ki ne pripada niti Federaciji Bosne in Hercegovine niti Republiki Srbski. Območje predvojne občine Brčko, ki je bilo po Daytonskem sporazumu leta 1995 začasno dodeljeno 52-odstotno Federaciji BiH in 48-odstotno (vključno z mestom Brčko) Republiki Srbski, je z arbitražnim odlokom 5. marca 1999 postalo upravna enota s samosvojo upravo pod mednarodnim nadzorom. Razsodba je bila uveljavljena in distrikt vzpostavljen 8. marca 2000. Distrikt nima lastne zastave ali simbolov razen zastave in grba Bosne in Hercegovine, latinica in cirilica ter bosanščina, srbščina in hrvaščina pa so med sabo enakopravni.

## Zgodovina
Okrožje Brčko je bilo ustanovljeno po arbitražnem postopku, ki ga je vodil visoki predstavnik ZN za Bosno in Hercegovino. V Daytonskem mirovnem sporazumu pa je postopek lahko arbitriral le v sporu glede mejne črte med entitetama (meja). Okrožje Brčko je tvorilo celotno ozemlje nekdanje občine Brčko, od tega 48 % (vključno z mestom Brčko) v Republiki Srbski, 52 % pa v Federaciji Bosne in Hercegovine. Po vojni je Evropska unija ohranila diplomatsko prisotnost, da bi ohranila mir na tem območju.
Leta 2006 je bila v skladu z ukazom opazovalne misije ZN odpravljena vsa "entitetna zakonodaja v Brčkem in mejni črti". Resolucija, ki jo je izdala nadzornica za Brčko Susan Johnson, odpravlja vse zakone o federalnih enotah Bosne in Hercegovine v Distriktu, odpravlja pa tudi mejno črto. S sklepom so zakoni Distrikta in zakoni države Bosne in Hercegovine (vključno z zakoni Socialistične republike Bosne in Hercegovine) temeljna pravna načela znotraj Distrikta.
Brčko je bilo edini element Daytonskega mirovnega sporazuma, ki ni bil dokončan. Arbitražni sporazum je bil dokončno sklenjen aprila 1996, kar je povzročilo "okrožje", kot je omenjeno zgoraj, ki ga bo upravljalo mednarodno predstavništvo v osebi veleposlanika, ki ga je imenovala misija OVSE.
Prvi predstavnik OVSE v okrožje Brčko je prišel junija 1996. Pred tem datumom je Organizacija za varnost in sodelovanje v Evropi (OVSE) imela skromno predstavništvo, ki ga je sprva vodil Randolph Hampton. Medtem, preden je bilo okrožje Brčko lahko zastopano, kot je določeno v post-arbitrarnih sporazumih, so bile ob sodelovanju agencij USAID in [[:en: Generalni direktorat ECHO] izvedene lokalne volitve in zagotovljeni paketi humanitarne pomoči Evropske operacije civilne zaščite in humanitarne pomoči. Okrožje je bilo znano kot središče različnih mednarodnih programov za obnovo Bosne in Hercegovine, ki so jih vodile predvsem tuje vlade, zlasti Združene države Amerike.
Območje je bilo sprva pod upravo mednarodne skupnosti. Okrožje Brčko je bilo uradno ustanovljeno 8. marca 2000, potem ko je bilo jasno, da se entiteti ne moreta odločiti, katero območje bo pripadlo kateri strani. Vlada je sestavljena iz enakih delov treh etničnih skupin. Poleg lastne uprave ima regija svojo pošto, davčno in policijsko zakonodajo.
Do avgusta 2012 je lokalnim izvoljenim funkcionarjem pomagal mednarodni nadzornik. Nadzornik je imel široka pooblastila, vključno s pooblastilom za objavo zavezujočih odločitev. Bil je odgovoren za omogočanje vračanja beguncev, spodbujanje demokratične in večetnične vlade ter ponovno oživitev gospodarstva. OVSE in EUFOR sta po prekinitvi nadzora ohranila svojo prisotnost v okrožju, delegacija Evropske unije pa je v Brčkem vzpostavila delavnico. Mandat visokega predstavnika ostaja nespremenjen.

## Podzakonski akti v Zvezi
Okrožje Brčko, čeprav ga teoretično upravljata obe bosanski federativni entiteti, je v praksi tretja entiteta Republike Bosne in Hercegovine, ki ima enake pravice kot Srbska republika Bosna in Federacija Bosne in Hercegovine.
Brčko je pod neposredno upravo federacije, vendar se distrikt obravnava kot svobodno ozemlje, to je pod upravo obeh federativnih entitet, ali celo kot skupno ozemlje med njima v obliki kondominija .

## Meje
Brčko na jugu in severozahodu meji na Federacijo Bosne in Hercegovine, na vzhodu in zahodu na Republiko Srbsko, na severu na Republiko Hrvaško in na severovzhodu z Republiko Srbijo.

## Prebivalstvo
1971
Prebivalstvo je bilo 74 771 prebivalcev, ki so bili razdeljeni takole:
- Bošnjaki - 30 181 (40,36%)
- Hrvati - 24 925 (33,33%)
- Srbi - 1086 (1,45%)
- Jugoslovani 5 %
- Drugi - 870 (1,18%)

1991
Pred vojno je imela občina Brčko 87 332 prebivalcev, od tega:
- Bošnjaki - 45 %
- Hrvati - 25 %
- Srbi - 21 %
- Jugoslovani 6 %
- Drugi - 3%

1997
Prebivalstvo ozemlja okrožja je 33 623 prebivalcev, vključno z:
- Bošnjaki - 10 569 (31,39%)
- Hrvati - 2650 (7,81%)
- Srbi - 18 193 (52,09%)
- Jugoslovani 5 %
- Drugi - 0,4%

Od leta 1991 ni bilo uradnega popisa prebivalstva, zato so nekateri tukaj navedeni podatki samo ocene.
2006
Prebivalstvo okraja je bilo ocenjeno na 78 863 ljudi, ki so bili razdeljeni na naslednji način:
- Bošnjaki - 32 332 (43,95%)
- Hrvati - 7919 (11,50%)
- Srbi - 38 618 (46,55%)

2013
- Bošnjaki - 35.381 (42,36%)
- Srbi - 28.884 (34,58%)
- Hrvati - 17.252 (20,66%)
- druge narodnosti - 1.899 (2,28%)

Popis 1961
- Narodnostna struktura Brčkega po naseljih 1961
- Etnična struktura Brčkega po naseljih 1961
- Delež Bošnjakov v Brčkem po naseljih 1961
- Delež Hrvatov v Brčkem po naseljih 1961
- Delež Srbov v Brčkem po naseljih 1961

Popis 1971
- Narodnostna struktura Brčkega po naseljih 1971
- Etnična struktura Brčkega po naseljih 1971
- Delež Bosancev v Brčkem po naseljih 1971
- Delež Hrvatov v Brčkem po naseljih 1971
- Delež Srbov v Brčkem po naseljih 1971

Popis 1981
- Etnična struktura Brčkega po naseljih 1981
- Etnična struktura Brčkega po naseljih 1981
- Delež Bošnjakov v Brčkem po naseljih 1981
- Delež Hrvatov v Brčkem po naseljih 1981
- Delež Srbov v Brčkem po naseljih 1981

Popis 1991
- Etnična struktura Brčkega po naseljih 1991
- Etnična struktura Brčkega po naseljih 1991
- Delež Bosancev v Brčkem po naseljih 1991
- Delež Hrvatov v Brčkem po naseljih 1991
- Delež Srbov v Brčkem po naseljih 1991

Popis 2013
- Etnična struktura Brčko po naseljih 2013
- Etnična struktura Brčko po naseljih 2013
- Delež Bosancev v Brčkem po naseljih 2013
- Delež Hrvatov v Brčkem po naseljih 2013
- Delež Srbov v Brčkem po naseljih 2013

## Lokacije
Distrikt Brčko ima 59 krajev:
{{stolpci|število=5|
- Obrezovanje
- Boće
- Boderista
- Brčko
- Brezik
- Brezovo Polje
- Pečat Brezovega polja
- Brka
- Brod
- Bukovac
- Bukvik Donji
- Bukvik Gornji
- Buzekara
- Cerik
- Čađavac
- Cande
- Čoseta
- Donji Rahić
- Donji Zovik
- Dubrave
- Dubravice Donje
- Dubravice Gornje
- Gajevi
- Gorice
- Gornji Rahić
- Gornji Zovik
- Grbavica
- Gredice
- Islamovac
- Krbeta
- Krepšić
- Laništa
- Lukavac
- Maoča
- Markovič Polje
- Ograđenovac
- Omerbegovača
- Palanka
- Priljubljena hobotnica
- Potočari
- Rašljani
- Ražljevo
- Repino Brdo
- Sandici
- Skakava Donja
- Skakava Gornja
- Slijepčevići
- Stanovi
- Šatorovići
- Štrepci
- Trnjaci
- Ulice
- Ulović
- Vitanovići Donji
- Vitanovići Gornji
- Vucilovac
- Vujičići
- Vukšić Donji
- Vukšić Gornji

## Vlada in politika
Skupščina distrikta Brčko ima 29 sedežev. Sedeži so za vsako stranko razdeljeni na naslednji način:
- 6 sedežev Demokratska stranka Srbije
- 5 sedežev iz Socialdemokratske stranke
- 4 sedeži iz Stranke demokratske akcije
- 3 sedeži v Hrvaški demokratski zvezi
- 3 sedeži iz Stranke za Bosno in Hercegovino
- 2 sedeža v Zavezništvo neodvisnih socialdemokratov
- 2 sedeža iz Hrvaške kmečke stranke
- 2 sedeža iz Socialistične stranke Republike Srbske
- 1 sedež iz Demokratske stranke
- 1 prosto mesto neodvisnega kandidata

Po etnični pripadnosti:
- 13 Bošnjaki
- 11 Srbi
- 5 Hrvati

## Nadzorniki
Za distrikt Brčko je bil imenovan »mednarodni nadzornik«. Deluje tudi kot namestnik visokega predstavnika. Ta položaj je bil suspendiran leta 2012. To funkcijo so opravljali naslednji »nadzorniki«:
1. ZDA Robert William Farrand, 7. marec 1997 - 2. junij 2000
2. ZDA Gary L. Matthews, 2. junij 2000 - 14. marec 2001
3. GER Gerhard Sontheim, 14. marec 2001 - 20. april 2001 (vmesno)
4. ZDA Henry Lee Clarke, 20. april 2001 - 1. oktober 2003
5. GER Gerhard Sontheim, 1. oktober 2003 - 16. januar 2004 (vmesni)
6. ZDA Susan Rockwell Johnson, 16. januar 2004 - 1. oktober 2006
7. ZDA Raffi Gregorian, 1. oktober 2006 - 2. avgust 2010
8. GER Gerhard Sontheim, 2. avgust 2010 - 22. september 2010 (vmesno)
9. ZDA Roderick Moore, 22. september 2010 - ?

## Župani
V okraju so bili na oblasti naslednji župani:
1. Miodrag Pajić (srbščina) 1993 - 13. november 1997
2. Borko Reljić (srbščina) 13. november 1997 - 15. april 1999
3. Siniša Kisić (Srbščina) 15. april 1999 - 12. november 2003
4. Ivan Krndelj (hrvaško) 12. november 2003 - 3. december 2003
5. Branko Damjanac (srbščina) 3. december 2003 - 8. december 2004
6. Mirsad Djapo (Bošnjak) 8.december 2004 - 12.februar 2009
7. Dragan Pajić (srbščina) 12. februar 2009 - ?

## Izjemni ljudje
- Edo Maajka —raper
- Mladen Petrič  je hrvaški nogometni reprezentant
- Vesna Pisarovič  je pop pevka
- Lepa Brena  je pevec
- Edvin Kanka Čudić  je zagovornik človekovih pravic iz Bosne
- Anil Dervišević — Lastnik odbojkarskega kluba "Denver-Area", trener ženske odbojkarske reprezentance Bosne in Hercegovine
- Jenana Sheganovich  je pianist
- Anton Maglika  je hrvaški nogometaš
- Jasmin Imamovič  je politik
- Natasha Voynovich  je srbski model
- Mato Tadić  je sodnik
- Brankica Mihajlovič  je srbski odbojkar, svetovni in evropski prvak, dobitnik srebrne medalje na Poletne olimpijske igre 2016
- Ines Jankovič  je srbski modni oblikovalec
- Nikola Kovač  je profesionalni igralec Counter-Strike: Global Offensive